# Marek Janowski
Marek Janowski (Varsovia, 18 de febrero de 1939) es un director de orquesta alemán de origen polaco, especializado en las óperas de Richard Wagner, siendo uno de los pocos directores que ha grabado íntegro el conjunto de óperas denominado Canon de Bayreuth.

## Vida
Janowski nació en 1939 en Varsovia. Desde muy niño fue trasladado por su madre, de origen alemán, a Wuppertal, en Alemania, huyendo de los inicios de la Segunda Guerra Mundial en Polonia. Inició su formación académica en Colonia con el estudio de matemáticas y música. Posteriormente pasó a ser discípulo de Wolfgang Sawallisch en dirección orquestal. Asistió a la Accademia Musicale Chigiana de Siena durante una breve temporada.

## Carrera
Janowski obtuvo su primer empleo profesional en 1961 como répétiteur en la Ópera de Aquisgrán para un año después ejercer el mismo cargo en Colonia durante un par de temporadas. En 1964 partió para Düsserldorf como segundo director de la ópera para, un par de años más tarde, regresar a Colonia como primer director del teatro de ópera tras la jefatura musical de István Kertész. En 1969 debutó en Londres dirigiendo la compañía de Colonia con tal éxito que ese mismo año fue reclutado por Rolf Liebermann para ejercer como asistente en la Ópera de Hamburgo. Allí ascendió a la dirección musical en 1973 para alternar dicho trabajo con el cargo de Generalmusikdirektor en Friburgo. Tras dos temporadas, pasó a ocupar el mismo puesto en la Ópera de Dortmund hasta 1980.
El maestro siguió desarrollando su carrera artística de forma autónoma y así, en 1983, partió para los EE. UU. en busca de nuevos horizontes musicales. Ese mismo año debutó en la Ópera de San Francisco y un año después hizo lo propio en el Metropolitan neoyorquino y en la Ópera lírica de Chicago. Su nombre como director operístico empezó a tomar cuerpo y de esta forma en 1983 se le ofreció grabar la primera versión digitalizada de El Anillo wagneriano al frente de la Orquesta de la Staatskapelle Dresden.
De 1984 a 2000 fue director musical de la Orquesta Filarmónica de Radio Francia, y la convirtió en una de las más renombradas orquestas francesas del panorama internacional. De 2001 a 2003 también dirigió la Orquesta Filarmónica de Dresde. En septiembre de 2002 asumió el cargo de director artístico de la Orquesta Sinfónica de Radio Berlín. También dirige desde 2000 la Filarmónica de Montecarlo y se hizo cargo el otoño de 2005 de la dirección de la Orquesta de la Suisse Romande de Ginebra. 
Afrontar la grabación completa de El anillo del nibelungo de Wagner, algo más de quince horas de música condensada en cuatro extensos dramas musicales, es uno de los mayores retos a los que se puede enfrentar un director de orquesta. Décadas atrás, resultaron legendarios los registros en directo de maestros como Hans Knappertsbusch (1956 y 1958 en Bayreuth), Clemens Kraus (1953 en Bayreuth), Wilhelm Furtwängler (1950 en La Scala de Milán), Joseph Keilberth (1955 en Bayreuth), Rudolf Kempe (1957 en el Covent Garden) y Karl Böhm (1966 en la Deutsche Oper). Fue Sir Georg Solti quien inició la primera grabación completa en estudio con la Orquesta y Coro de la Filarmónica de Viena (1958-1965), grabación que fue seguida muy de cerca por la de Herbert von Karajan con la Orquesta y Coro de la Filarmónica de Berlín (1967-1970). Ya en tiempos más recientes, destacan los registros de Pierre Boulez (1980 en Bayreuth), James Levine (1988 en el Metropolitan), Bernard Haitink (1988-1991 con la Orquesta Sinfónica de la Radio de Baviera), Wolfgang Sawallisch (1991 con la Ópera del Estado de Baviera), Daniel Barenboim (1991-1992 en Bayreuth) y Zubin Metha (2008-2009 con la Orquesta de la Comunidad Valenciana). Menos conocidas pueden resultar las ediciones de Reginald Goodall (1973-1977 con la Sadler´s Wells Opera), Lothar Zagrosek (2002 con la Ópera de Stuttgart), Bertrand de Billy (2004 con la Orquesta del Liceo de Barcelona), Michael Schonwandt (2001-2008 con la Ópera Real Danesa), Carl St. Clair (2008-2009 con la Orquesta de la Staatskapelle de Weimar), Hartmut Haenchen (2008 con Orquesta Filarmónica de Róterdam) y la reciente de Christian Thielemann (2008 en Bayreuth). Pero entre todas estas ediciones no tan conocidas destaca sobremanera la efectuada en 1984 por Marek Janowski al frente de la Staatskapelle Dresden y que constituyó la primera toma integral realizada en formato digital. Según la opinión generalizada de la crítica, esta grabación es una de las más atractivas y solventes que se puede encontrar a día de hoy en el mercado.

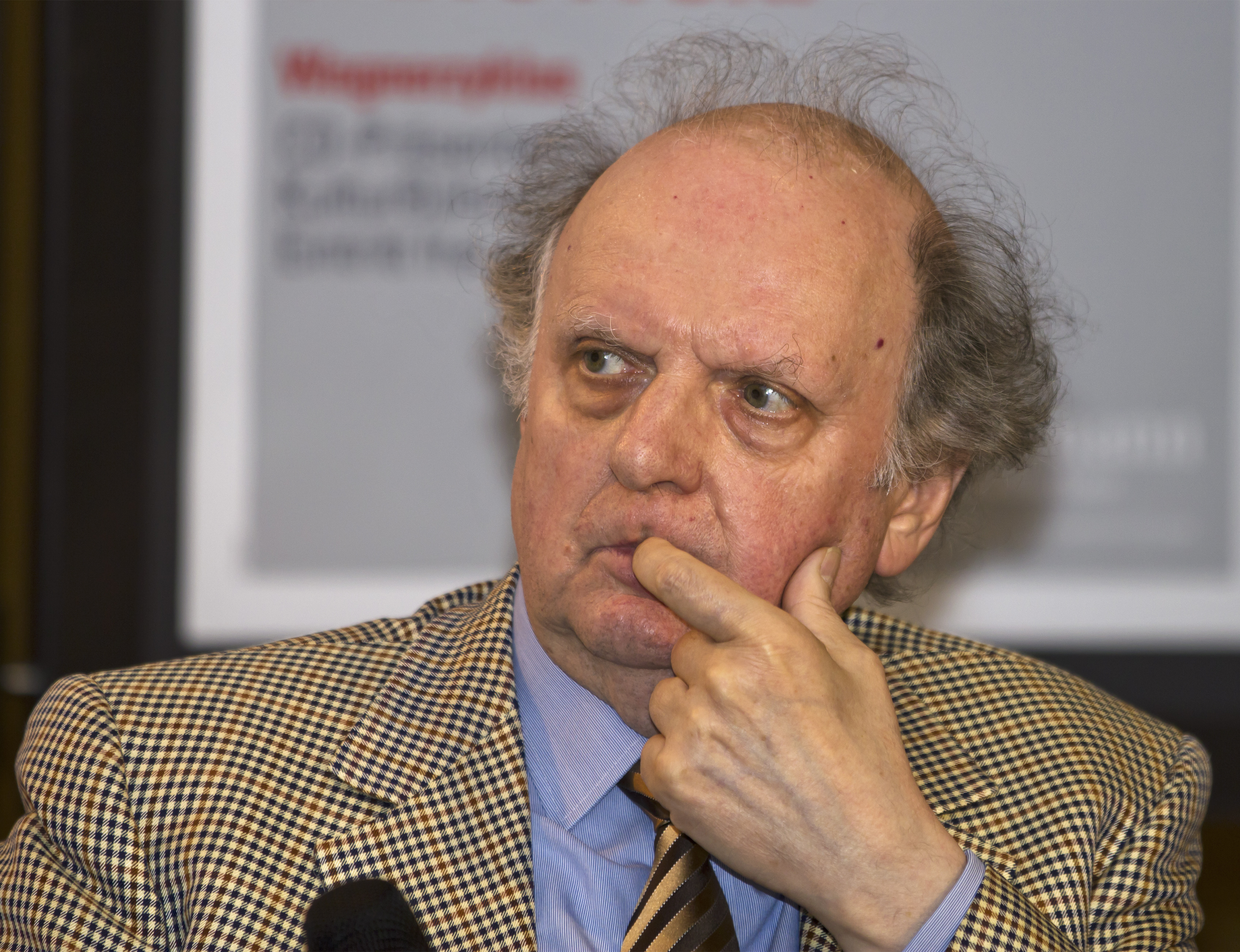
Marek Janowski

Pasó a ser el principal director invitado de la Real Orquesta Filarmónica de Liverpool entre 1980 y 1983. Ese mismo año accedió a la titularidad de dicha formación relevando a David Atherton y permaneciendo en el cargo hasta 1986, año en el que fue nombrado director de la Orquesta Gürzenich de Colonia. Dos años antes, también se había comprometido para ejercer como director titular de la Orquesta Filarmónica de la Radio de Francia en relevo de Gilbert Amy. Después fue nombrado Director principal de la Orquesta Filarmónica de Montecarlo (2000-2009); director principal de la Orquesta Filarmónica de Dresde (2001-2004); director titular de la Orquesta Sinfónica de la Radio de Berlín (desde 2002 a 2016); asesor musical de la Orquesta Sinfónica de Pittsburgh (2005-2008, ejerciendo en la actualidad como director laureado)… Pero, sin duda alguna, el cargo de mayor relevancia lo ocupó en 2005 al ponerse al frente de la Orquesta de la Suisse Romande sucediendo a Pinchas Steinberg. Prolongado su contrato inicial hasta 2011, consiguió devolver a la formación ginebrina en estos años a un lugar de privilegio entre las formaciones europeas, realizando una gran labor. Concentrado en el repertorio sinfónico desde los años ochenta y dando casi de lado a la dirección operística, Janowski es uno de los directores más requeridos en la actualidad para actuar como invitado en las más prestigiosas orquestas de Europa y América.
Director de muchísima fuerza y de una enorme vitalidad personal, Janowski se ha mostrado como un director ideal dentro del repertorio tradicional alemán. Su constante progreso hace que, en opinión de muchos críticos, sus mejores años estén aún por llegar coincidiendo con su etapa de máxima madurez. Ha declarado en numerosas ocasiones que la dirección orquestal no se puede aprender en los conservatorios — “Con un día entero enseñando técnica sería del todo suficiente” — sino en los fosos operísticos, en los escenarios en donde "se aprende día a día y en soledad a lidiar con las situaciones más insólitas que uno sea capaz de imaginar".
Debutó en el Festival de Bayreuth en 2016, dirigiendo la tetralogía El anillo del nibelungo. Regresó al año siguiente con la tetralogía y también se hizo cargo de una función de Parsifal sustituyendo a Hartmut Haenchen por motivos de salud.

## Grabaciones
Su grabación de El anillo del nibelungo de Richard Wagner con la Staatskapelle Dresden realizada entre 1980/83 fue la primera digital. 
En 2000, realizó con la Orquesta Sinfónica de la Radio de Berlín la primera grabación completa de la ópera de Paul Hindemith "Die Harmonie der Welt" ("La armonía del mundo"). Esta grabación fue distinguida con los galardones  Echo Klassik (2003), el "Gran Premio del disco de la Academia Charles Cros" (2003) y el "Cannes Classical Award" (2004). La primera grabación con la Orquesta Sinfónica de Radio Berlín(los Lieder de Richard Strauss, cantados por Soile Isokoski) se editó en febrero de 2002 y fue distinguido con el "Gramophone Award" en octubre de 2002.
De entre el resto de la producción discográfica debida a Marek Janowski se pueden mencionar las siguientes grabaciones: 
- Bartók: Concierto para piano n.º 1. Zoltan Kocsis, Orquesta Sinfónica de Radio Berlín.
- Brahms: Integral sinfónica. Real Orquesta Filarmónica de Liverpool (Resonance 405; integral sinfónica en 4 CD).
- Bruckner: Selección de sinfonías. Orquesta Filarmónica de Radio Francia (Virgin 91206).
- D'Indy: Jornada de verano en la montaña. Orquesta Filarmónica de Radio Francia (Apex 7498092).
- Dvorak: Rusalka. Sukis, Beckmann, Wagemann, Adam, Orquesta Sinfónica de la Radio de Baviera.
- Korngold: Violanta. Berry, Laubenthal, Marton, Jerusalem, Orquesta de la Ópera de Múnich (CBS 35909).
- Offenbach: Orfeo en los infiernos. Lingen, Pulver, Steyner, Meysel, Orquesta Filarmónica de Hamburgo (Arthaus 101267).
- Penderecki: Los diablos de Loudun. Troyanos, Gerdersmann, Hiolski, Ladysz, Orquesta Filarmónica de Hamburgo (Arthaus 101279).
- Roussel: Integral sinfónica. Orquesta Filarmónica de Radio Francia (RCA 62511; integral sinfónica en 2 CD).
- Strauss, R.: Selección de lieder. Soile Isokoski, Orquesta Sinfónica de Radio Berlín (Ondine 982).
- Wagner: Der Ring des Nibelungen. Adam. Kollo, Salmimen, Jerusalem, Orquesta Estatal Sajona de Dresde (Eurodisc; box de 14 CD).
- Weber: Obertura de Euryanthe. Orquesta Estatal Sajona de Dresde (Berlin Classics 8393).

- Wagner: The Ring Cycle. Der Ring des Nibelungen. Orquesta Sinfónica de Radio Berlín (Pentatone 2016).
- Bruckner: Sinfonías n.º 1-9; Misa n.º 3 en fa menor, WAB 28. Orchestre de la Suisse Romande (Pentatone Classics 2015).
- Henze Sinfonías n.º 1-10. Coro y Orquesta Sinfónica de Radio Berlín (Wergo 2015).
- Wagner: The Complete Operas. Coro y Orquesta Sinfónica de Radio Berlín (Pentatone Classics 2011-14).
- Brahms: Sinfonías n.º 1-4. Orquesta Sinfónica de Pittsburgh (Pentatone Classics 2007-8).[5]

## Trayectoria
| Orquesta Filarmónica Real de Liverpool |
| 1983–1986                              |

| Orquesta Gürzenich de Colonia |
| 1986–1990                     |

| Orquesta Filarmónica de Radio France |
| 1984–2000                            |

| Orquesta Filarmónica de Monte-Carlo |
| 2000–2005                           |

| Orquesta Filarmónica de Dresde |
| 2001–2004                      |

| Orquesta Sinfónica de la Radio de Berlín |
| 2002–2016                                |

| Orquesta de la Suisse Romande |
| 2005–2012                     |

- Datos: Q513314
- Multimedia: Marek Janowski / Q513314